# Список плазунів Данії
Цей список є списком видів плазунів, спостережених на території Данії. Згідно зі списком у Данії зафіксовано 9 видів плазунів: 2 види черепах, 3 види ящірок та 4 види змій.

## Позначки
Теги, що використовуються для виділення охоронного статусу кожного виду за оцінками МСОП:
| EX | Extinct               | Зниклий                          |
| CR | Critically Endangered | Перебуває під критичною загрозою |
| EN | Endangered            | Перебуває під загрозою           |
| VU | Vulnerable            | Уразливий                        |
| NT | Near Threatened       | Близький до загрозливого стану   |
| LC | Least Concern         | У найменшій загрозі              |
| DD | Data Deficient        | Відомості недостатні             |
| NE | Not Evaluated         | Види з недослідженим статусом    |

## Ряд Лускаті (Squamata)
Найбільший ряд плазунів. До лускатих включають змій та ящірок. Налічує понад 5 тис видів, з них у Данії трапляється 7 видів.

### Родина Веретільницеві (Anguidae)
| Українська назва                  | Данська назва | Латинська назва | Автор таксона  | Статус МСОП | Поширення у Данії                                                                       | Зображення |
| Ряд: Лускаті (Squamata)           |               |                 |                |             |                                                                                         |            |
| Родина: Веретільницеві (Anguidae) |               |                 |                |             |                                                                                         |            |
| Веретільниця ламка                | Stålorm       | Anguis fragilis | Linnaeus, 1758 | LC          | Поширений на більшій частині території Данії, але відсутній на кількох менших островах. |            |

### Родина Ящіркові (Lacertidae)
| Українська назва              | Данська назва | Латинська назва  | Автор таксона     | Статус МСОП | Поширення у Данії                                | Зображення |
| Ряд: Лускаті (Squamata)       |               |                  |                   |             |                                                  |            |
| Родина: Ящіркові (Lacertidae) |               |                  |                   |             |                                                  |            |
| Ящірка прудка                 | Markfirben    | Lacerta agilis   | Linnaeus, 1758    | LC          | Досить поширений вид на більшій території країни |            |
| Ящірка живородна              | Skovfirben    | Zootoca vivipara | von Jacquin, 1787 | LC          | Досить поширений вид на більшій території країни |            |

### Родина Полозові (Colubridae)
| Українська назва              | Данська назва | Латинська назва     | Автор таксона    | Статус МСОП | Поширення у Данії | Зображення |
| Ряд: Лускаті (Squamata)       |               |                     |                  |             | |            |
| Родина: Полозові (Colubridae) |               |                     |                  |             | |            |
| Мідянка звичайна              | Glatsnog      | Coronella austriaca | Laurenti, 1768   | LC          | Остання зареєстрована знахідка в Данії датується 1914 роком у Х'єрлі Хеде. Можливо, мідянку бачили в 1979 році у Вендсюсселі, але знахідка не була підтверджена. |            |
| Вуж звичайний                 | Snog          | Natrix natrix       | (Linnaeus, 1758) | LC          | На всій території |            |
| Полоз ескулапів               | Æskulapsnog   | Zamenis longissimus | Laurenti, 1768   | LC          | Остання зареєстрована знахідка в Данії датується 1910 роком |            |

### Родина Гадюкові (Viperidae)
| Українська назва             | Данська назва | Латинська назва | Автор таксона  | Статус МСОП | Поширення у Данії                                               | Зображення |
| Ряд: Лускаті (Squamata)      |               |                 |                |             |                                                                 |            |
| Родина: Гадюкові (Viperidae) |               |                 |                |             |                                                                 |            |
| Гадюка звичайна              | Hugorm        | Vipera berus    | Linnaeus, 1758 | LC          | на більшій частині території Данії, за винятком деяких островів |            |

## Ряд Черепахи (Testudines)
У світі відомо понад 230 видів черепах, з яких у Данії спостерігалися 2 види.

### Родина Прісноводні черепахи (Emydidae)
| Українська назва                        | Данська назва            | Латинська назва   | Автор таксона                 | Статус МСОП | Поширення у Данії | Зображення |
| Ряд: Черепахи (Testudines)              |                          |                   |                               |             | |            |
| Родина: Прісноводні черепахи (Emydidae) |                          |                   |                               |             | |            |
| Болотна черепаха європейська            | Europæisk sumpskildpadde | Emys orbicularis  | (Linnaeus, 1758)              | NT          | У Данії європейську болотяну черепаху сьогодні можна зустріти лише в районі Сількеборга, але в минулому вона траплялась і в інших місцях країни |            |
| Червоновуха черепаха звичайна           | Rødøret terrapin         | Trachemys scripta | (Thunberg and Schoepff, 1792) | LC          | Інтродукований, але не розмножується |            |